# Törpetokó
A törpetokó (Lophoceros camurus) a madarak osztályának a szarvascsőrűmadár-alakúak (Bucerotiformes) rendjéhez, ezen belül a szarvascsőrűmadár-félék (Bucerotidae) családjához tartozó faj.

## Rendszerezése
A fajt John Cassin amerikai ornitológus írta le 1857-ben, a Tockus nembe Tockus camurus néven.

## Előfordulása
Afrika nyugati és középső részén, Angola, Benin, Elefántcsontpart, Egyenlítői-Guinea, Gabon, Ghána, Guinea, Kamerun, a Kongói Demokratikus Köztársaság, a Kongói Köztársaság, a Közép-afrikai Köztársaság, Libéria, Nigéria, Sierra Leone, Szudán és Uganda területén honos. Természetes élőhelyei a szubtrópusi és trópusi síkvidéki esőerdők, lápok és mocsarak környékén. Állandó, nem vonuló faj.

## Megjelenése
Testhossza 30 centiméter, testtömege  84-122 gramm.

## Természetvédelmi helyzete
Az elterjedési területe rendkívül nagy, egyedszáma ugyan csökken, de még nem éri el a kritikus szintet. A Természetvédelmi Világszövetség Vörös listáján nem fenyegetett fajként szerepel.